# Джовани Салвиати
Вижте пояснителната страница за други личности с името Джовани.
Джовани Салвиати (на италиански: Giovanni Salviati; * 24 март 1490, Флоренция; † 28 октомври 1553, Равена) от фамилията Салвиати, е флорентийски дипломат и кардинал на католическата църква на Италия (от 1517 г.), епископ на Италия на Фермо (1518 – 1520) и на Ферара (1520 – 1550). Кардинал-епископ е на Албано, Порто-Санта Руфина, Сабина и Сен-Папул (във Франция). Той е папски легат във Франция и преговаря с император Карл V.

## Живот
Син е на Якопо Салвиати (1461 – 1533) и Лукреция де Медичи (1470 – 1553), дъщеря на Лоренцо Великолепи, владетел на Флоренция, и сестра на папа Лъв X. Брат е на кардинала от 1561 г. Бернардо Салвиати. Чичо е на великия херцог на Тоскана Козимо I де Медичи, който е син на сестра му Мария Салвиати и Джовани деле Банде Нере. Чичо е и на папа Лъв XI, син на сестра му Франческа Салвиати и Отавиано де Медичи. Племенник е на кардинала от 1583 г. Антон Мария Салвиати и е братовчед на Катерина де Медичи.
Джовани става през 1517 г. кардинал на папа Лъв X. Той си кореспондира с приятеля си Макиавели.